# Communauté de communes du canton de Hirsingue
La communauté de communes du canton de Hirsingue était une communauté de communes française, située dans le département du Haut-Rhin et la région Alsace.

## Composition
La communauté de communes regroupait 11 des 24 communes du canton de Hirsingue.
| Nom               | Code Insee | Gentilé        | Superficie (km2) | Population (dernière pop. légale) | Densité (hab./km2) |
| ----------------- | ---------- | -------------- | ---------------- | --------------------------------- | ------------------ |
| Hirsingue (siège) | 68138      | Hirsinguois    | 12,88            | 2 170 (2014)                      | 168                |
| Bettendorf        | 68033      | Bettendorfois  | 4,73             | 470 (2014)                        | 99                 |
| Bisel             | 68039      | Biselois       | 8,10             | 542 (2014)                        | 67                 |
| Feldbach          | 68087      | Feldbachois    | 5,02             | 446 (2014)                        | 89                 |
| Friesen           | 68098      | Friesenois     | 8,42             | 633 (2014)                        | 75                 |
| Heimersdorf       | 68128      | Heimersdorfois | 7,59             | 651 (2014)                        | 86                 |
| Henflingen        | 68133      |                | 2,65             | 210 (2013)                        | 79                 |
| Oberdorf          | 68240      | Oberdorfois    | 4,13             | 596 (2013)                        | 144                |
| Riespach          | 68273      | Riespachois    | 7,57             | 712 (2014)                        | 94                 |
| Seppois-le-Haut   | 68306      | Seppoisiens    | 6,27             | 477 (2014)                        | 76                 |
| Ueberstrass       | 68340      |                | 5,12             | 375 (2014)                        | 73                 |

## Histoire
Au 1er janvier 2014, à la suite de la dissolution de la communauté de communes intervenues la veille à minuit, les 11 communes sont réparties entre 5 communautés de communes :
- la Communauté de communes d'Altkirch (Heimersdorf et Hirsingue) ;
- la Communauté de communes Ill et Gersbach (Henflingen et Oberdorf) ;
- la Communauté de communes du Jura alsacien (Bisel, Feldbach et Riespach) ;
- la Communauté de communes de la Vallée de Hundsbach (Bettendorf) ;
- la Communauté de communes de la Vallée de la Largue (Friesen, Seppois-le-Haut et Ueberstrass).